# 膝外翻
膝外翻（英語：Genu valgum），又名X型腿，是指雙腿伸直時膝關節形成一個角度使兩膝相互接觸。嚴重的外翻畸形通常使得雙腿同時伸直的時候讓兩側足部無法相互接觸。外翻意味著膝關節的遠端（即小腿）向外彎曲，這種情況下膝關節及其近端（即大腿）看起來是向內彎曲的。
站立且兩膝彼此接觸時如果兩側足部也能彼此接觸，屬於輕度的膝外翻，常見於2至5歲之間的兒童，通常會隨著成長而自然恢復正常。但狀況也可能隨著年齡增長而持續或惡化，特別是如果有相關疾病，比如佝僂病。先天性或未知原因者稱為「特發性膝外翻」。
其他全身性疾病也可能相關，例如施奈德結晶狀角膜營養不良，這是一種常伴有高血脂症的染色體顯性疾病。

## 病因
通常與基因有關。肥胖是主要的促成因素。營養不良也可能致病，比如鈣質和維生素D缺乏，但較為少見。
過量的氟可導致膝外翻、骨質疏鬆、骨質硬化。

## 診斷

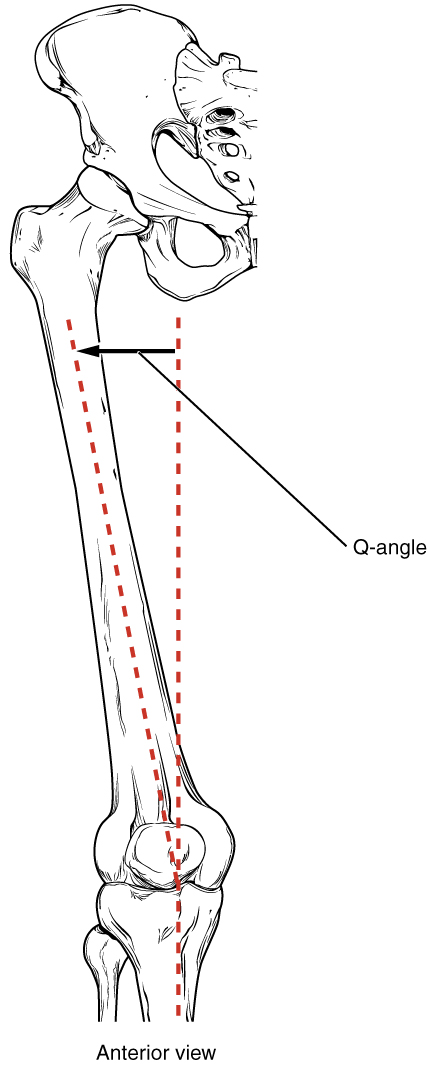
Q角的測量方式

外翻程度在臨床上可透過「Q角」（英語：Q angle）來估算，Q角是由髂骨前上棘到髕骨的線和髕骨到脛骨結節的線所形成的夾角角度。女性膝伸展時Q角應小於22度，膝彎曲90度時Q角應小於9度。男性膝伸展時Q角應小於18度，膝彎曲90度時Q角應小於8度。男性典型Q角為12度，女性為17度。

### 放射影像檢查
利用投射放射影像（X光檢查），內翻或外翻畸形的程度可以通過髖膝踝角來量化，該角是股骨機械軸線與踝關節中心之間的夾角角度。成人的正常角度為內翻1.0°到1.5°之間。兒童的正常角度隨年齡而異。

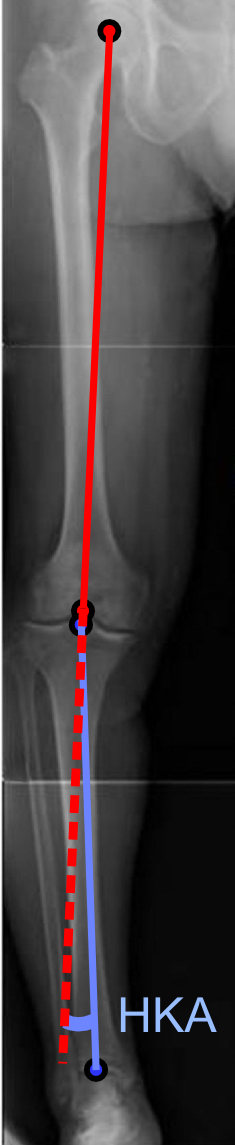
髖膝踝角
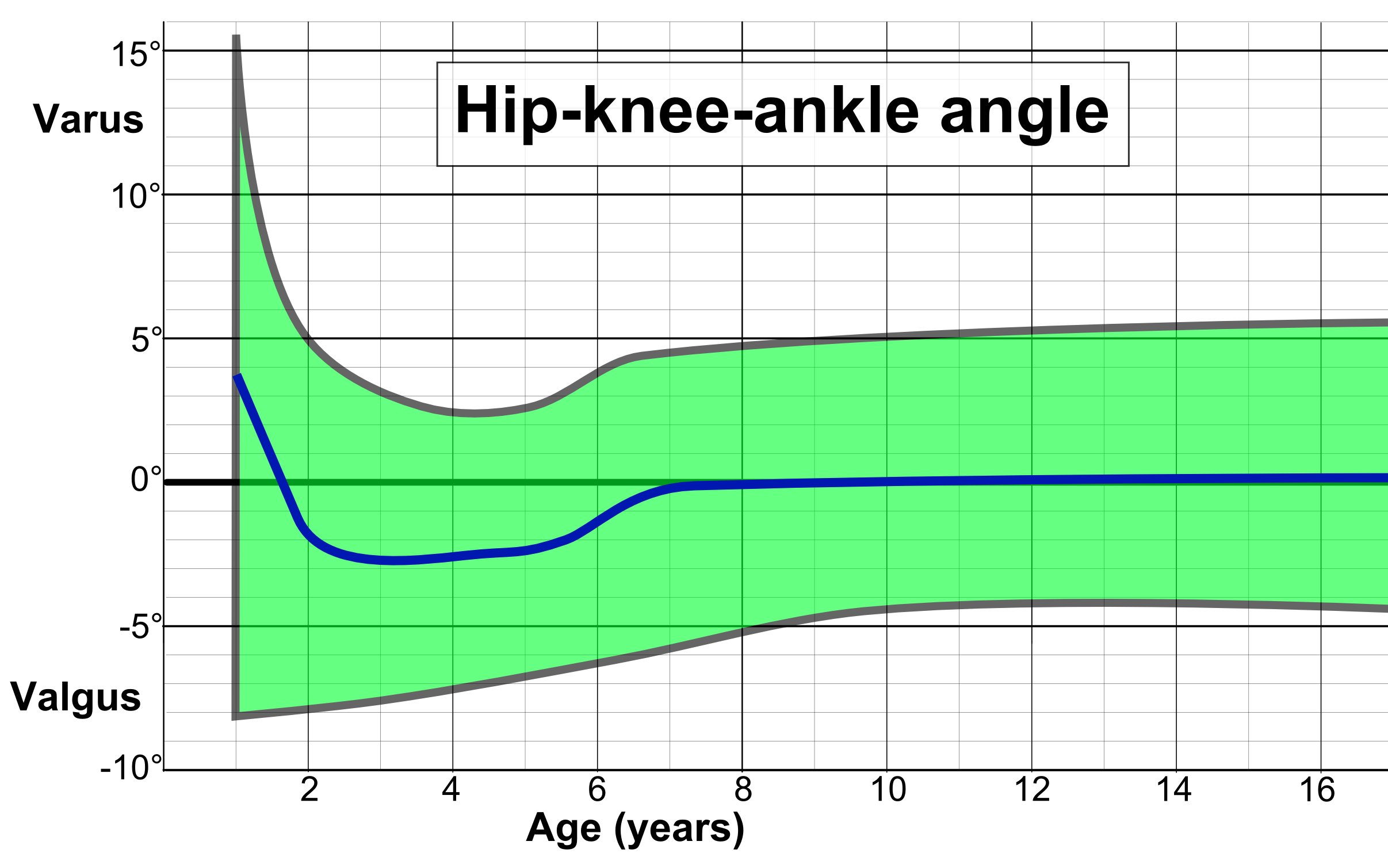
髖膝踝角隨年齡而異，時為內翻（Varus），時為外翻（Valgus），上圖為平均值加95%預測區間

## 治療
膝外翻的人常內側足弓塌陷，使內踝低於外踝。膝外翻的成年人容易受傷並出現慢性膝關節疾病，例如髕骨軟骨軟化症和骨關節炎，後續可導致嚴重的疼痛和行走問題。
對於兒童來說，兩到五歲之間有膝外翻是正常的，長大後幾乎所有外翻都會消失。如果症狀持續或來自遺傳，醫生常會開立夜用矯正鞋或小腿支架逐步將腿移回正位。如果病情持續或惡化，可能需要手術以處理疼痛和併發症。可用的外科手術方法包括下段股骨調整和全膝關節置換術。
減輕體重和使用低衝擊運動取代高衝擊運動可以幫助減緩病程進展。每走一步，病患體重會對外翻的膝關節施加扭力，其效應隨著外翻角度增加或體重增加而增加。
復健科醫師或物理治療師可幫助病患學習如何妥善使用腿部肌肉支撐骨骼結構並改善病情。
較罕見的，某些膝外翻的骨畸形被追蹤診斷是由於缺乏骨骼生長所必需的營養素，比如佝僂病（缺乏骨骼營養，尤其是飲食中的維生素D和鈣）或壞血病（缺乏維生素C）。治療其根本的維生素缺乏可幫助回復正常骨骼發育。

## 外部連結
- Treating knock knee （页面存档备份，存于） - UK NHS